# Yo capitán
Yo capitán (en italiano: Io capitano) es una película italiana de 2023 dirigida por Matteo Garrone. Cuenta la historia de dos inmigrantes africanos en su camino para llegar a Europa. Los papeles principales fueron interpretados por los actores aficionados Seydou Sarr y Moustapha Fall.
La cinta fue seleccionada para competir por el León de Oro a la mejor película en el Festival de Cine de Venecia de 2023.

## Sinopsis
Los jóvenes senegaleses Seydou y Moussa abandonan su hogar en Dakar para emigrar a Europa. En su odisea, ambos cruzan el desierto y experimentan los horrores de un campo de detención en Libia. Pronto se enfrentan al peligroso reto de cruzar el Mediterráneo.

## Recepción

### Crítica
Yo capitán recibió reseñas generalmente positivas de parte de la crítica y de la audiencia. En el sitio web agregador de reseñas Rotten Tomatoes, la película posee una aprobación de 100%, basada en 13 reseñas, con una calificación de 7.9/10.
El sitio web Metacritic le dio a la película una puntuación de 83 de 100, basada en 6 reseñas, indicando "reseñas generalmente favorables". En el sitio IMDb los usuarios le asignaron una calificación de 7.7/10, sobre la base de más de más de 1700 votos, mientras que en la página web FilmAffinity la película tiene una calificación de 7.2/10, basada en 232 votos.

### Premios y nominaciones
| Premio                                          | Fecha                    | Categoría                                                                          | Nominado         | Resultado | Ref.   |
| ----------------------------------------------- | ------------------------ | ---------------------------------------------------------------------------------- | ---------------- | --------- | ------ |
| Festival Internacional de Cine de Venecia       | 9 de septiembre de 2023  | León de Oro                                                                        | Io capitano      | Nominada  | [ 8 ]  |
| Festival Internacional de Cine de Venecia       | 9 de septiembre de 2023  | CICT - Premio UNESCO Enrico Fulchignoni                                            | Io capitano      | Ganadora  | [ 8 ]  |
| Festival Internacional de Cine de Venecia       | 9 de septiembre de 2023  | Premio Civitas                                                                     | Io capitano      | Ganadora  | [ 8 ]  |
| Festival Internacional de Cine de Venecia       | 9 de septiembre de 2023  | Premio Edipo Re                                                                    | Io capitano      | Ganadora  | [ 8 ]  |
| Festival Internacional de Cine de Venecia       | 9 de septiembre de 2023  | Premio FEDIC                                                                       | Io capitano      | Ganadora  | [ 8 ]  |
| Festival Internacional de Cine de Venecia       | 9 de septiembre de 2023  | Premio Francesco Pasinetti                                                         | Io capitano      | Ganadora  | [ 8 ]  |
| Festival Internacional de Cine de Venecia       | 9 de septiembre de 2023  | Premio ImpACT                                                                      | Io capitano      | Ganadora  | [ 8 ]  |
| Festival Internacional de Cine de Venecia       | 9 de septiembre de 2023  | Premio Lanterna Magica                                                             | Io capitano      | Ganadora  | [ 8 ]  |
| Festival Internacional de Cine de Venecia       | 9 de septiembre de 2023  | Premio Leoncino d'Oro                                                              | Io capitano      | Ganadora  | [ 8 ]  |
| Festival Internacional de Cine de Venecia       | 9 de septiembre de 2023  | León de Plata a la mejor dirección                                                 | Matteo Garrone   | Ganador   | [ 8 ]  |
| Festival Internacional de Cine de Venecia       | 9 de septiembre de 2023  | Premio Marcello Mastroianni                                                        | Seydou Sarr      | Ganador   | [ 8 ]  |
| Festival Internacional de Cine de Venecia       | 9 de septiembre de 2023  | La Pellicola d'Oro Award - Mejor director de producción                            | Claudia Cravotta | Ganadora  | [ 8 ]  |
| Festival Internacional de Cine de Venecia       | 9 de septiembre de 2023  | Premio Soundtrack Stars - Mejor banda sonora                                       | Andrea Farri     | Ganadora  | [ 8 ]  |
| Festival Internacional de Cine de San Sebastián | 30 de septiembre de 2023 | Premio del Público de City of Donostia / San Sebastian a la Mejor película europea | Io capitano      | Ganadora  | [ 9 ]  |
| Ghent International Film Festival               | 21 de octubre de 2023    | Mejor película                                                                     | Io capitano      | Nominada  | [ 10 ] |
| Premios del Cine Europeo                        | 9 de diciembre de 2023   | Mejor película europea                                                             | Io capitano      | Nominada  | [ 11 ] |
| Premios del Cine Europeo                        | 9 de diciembre de 2023   | Mejor director europeo                                                             | Matteo Garrone   | Nominado  | [ 11 ] |
| Festival Internacional de Cine de Palm Springs  | 4 de enero de 2024       | Mejor película en lengua extranjera                                                | Io Capitano      | Nominada  | [ 12 ] |
| Premios Globo de Oro                            | 7 de enero de 2024       | Mejor película en lengua no inglesa                                                | Io Capitano      | Nominada  | [ 13 ] |
| Premios Óscar                                   | 10 de marzo de 2024      | Mejor película internacional                                                       | Io Capitano      | Nominada  |        |